# Guim Expósito
Guim Expósito Fortuny (nacido el 27 de marzo de 1994, Barcelona, España) es un baloncestista profesional español. Se desempeña en la posición de base y actualmente juega en el Club Bàsquet Santfeliuenc de la Liga LEB Plata.

## Trayectoria
Es un base formado en las categorías inferiores de CB Mirasol, CB Corbera, UE Sant Cugat, CB Reixac y CB La Unión.
Guim disputó la liga EBA durante tres temporadas, en la 2014-2015 formó parte del CB Santfeliuenc pasando la temporada siguiente a formar parte del CB Cornellá y la 2016-2017 en el CB Eurocolegio Casvi.
En la temporada 2017-2018 se incorporó a las filas del Wetterbygden Stars Huskvarna, de la segunda división sueca. Tras la gran campaña realizada en la que promedió 16 puntos, 5.3 rebotes y 5 asistencias, consiguió el ascenso a la Svenska basketligan y renovó su contrato en el mismo club para hacer su debut en la primera división de baloncesto de Suecia. 
Durante la temporada 2018-2019 disputa treinta partidos y obtuvo también unos muy buenos números, promediando 12 puntos, 3.2 rebotes y 4.6 asistencias por encuentro.
En junio de 2019, firma con el Oviedo Club Baloncesto de la LEB Oro tras realizar un gran temporada en Leb Plata.
El 25 de noviembre de 2019 rescinde su contrato con Oviedo Club Baloncesto y desde el 26 de noviembre milita en las filas del Club de Baloncesto Ciudad de Valladolid de la LEB Oro.
El 28 de agosto de 2020 ficha por el Umeå BSKT de la Primera división de Suecia.
El 17 de agosto de 2021, regresa a España y firma por el Club Bàsquet Esparreguera de la Liga EBA.
En la temporada 2022-23, firma por el Club Bàsquet Santfeliuenc de la Liga EBA, con el que logra el ascenso a la Liga LEB Plata. Guim continuaría en la temporada 2023-24 en las filas del conjunto de San Feliú de Llobregat en la tercera división del baloncesto español.